# 青森の!そこが知りたい
『青森の!そこが知りたい』（あおもりのそこがしりたい）は、2007年1月から2010年3月20日まで青森テレビで毎月1回土曜日に放送されていた教養番組である。
タイトルに「そこが知りたい」を付しているが、かつてキー局のTBSが製作していた同名番組のような内容ではなく、青森県の名物・施設・行政・風習などの検証がメインだった。タイトルは「青森のそこが知りたい」と表記されることもあった。

## 放送時間
- 毎月第4土曜 10:15 - 10:45 （2007年1月 - 2007年3月）
- 毎月第4土曜 10:30 - 11:00 （2007年4月 - 2009年2月28日）
  - 2007年9月には通常放送を休止し、20日（木曜） 18:55 - 19:54 に1時間スペシャルを放送。
  - 2009年春の改編期中の放送は、編成上の都合から3月28日ではなく4月4日に行われた。
- 毎月第1土曜 10:30 - 11:00 （2009年4月4日 - 2010年2月6日）
  - 2010年1月には通常放送を休止し、5日（火曜） 17:35 - 17:50 に15分縮小版の『青森の!そこが知りたい番外編』を放送。
  - 最終回は3月6日ではなく、第3土曜にあたる3月20日に放送された。

## ナビゲーター
- 田中栄子（当時ATVアナウンサー、番組内では「A・田中」と表記） - 2007年1月から2008年3月まで出演。
- 斉藤彩（当時ATVアナウンサー、番組内では「G・斉藤」と表記） - メインナビゲーターを担当。
- 津田禎（ATVアナウンサー、番組内では「T・津田」と表記） - お助けナビ（ナレーター）を担当。

## その他
2009年5月2日放送分では青森県内の道の駅を取り上げたが、その内容の一部は過去に『ATVニュースワイド』の特集コーナーで放送されたものだった。